# Гранд-Каш
Гранд-Каш (англ. Grande Cache) — містечко в Канаді, у провінції Альберта, у складі муніципального району Грінв'ю № 16.

## Населення
За даними перепису 2016 року, містечко нараховувало 3571 особу, показавши скорочення на 17,3%, порівняно з 2011-м роком. Середня густина населення становила 102,1 осіб/км².
З офіційних мов обидвома одночасно володіли 175 жителів, тільки англійською — 3 130, а 10 — жодною з них. Усього 315 осіб вважали рідною мовою не одну з офіційних, з них 60 — одну з корінних мов, а 10 — українську.
Працездатне населення становило 1 860 осіб (70,6% усього населення), рівень безробіття — 12,4% (15,5% серед чоловіків та 8,8% серед жінок). 91,7% осіб були найманими працівниками, а 7% — самозайнятими.
Середній дохід на особу становив $59 651 (медіана $51 552), при цьому для чоловіків — $76 390, а для жінок $40 812 (медіани — $74 752 та $29 845 відповідно).
34% мешканців мали закінчену шкільну освіту, не мали закінченої шкільної освіти — 20,5%, 45,4% мали післяшкільну освіту, з яких 19,7% мали диплом бакалавра, або вищий, 10 осіб мали вчений ступінь.
| Статево-вікова структура населення | Статево-вікова структура населення | Статево-вікова структура населення | Статево-вікова структура населення | Статево-вікова структура населення |
| ---------------------------------- | ---------------------------------- | ---------------------------------- | ---------------------------------- | ---------------------------------- |
|                                    |                                    |                                    |                                    |                                    |
| Всього                             | Всього                             | 56,0%44,0%                         |                                    |                                    |
| 0 — 14 років                       | 0 — 14 років                       |                                    | 17,9%                              | 17,9%                              |
| 15 — 64 років                      | 15 — 64 років                      |                                    | 71,6%                              | 71,6%                              |
| 65 і більше                        | 65 і більше                        |                                    | 10,5%                              | 10,5%                              |
| 85 і більше                        | 85 і більше                        |                                    | 0,7%                               | 0,7%                               |
| Середній вік (років)               | Середній вік (років)               | 37,137,4                           | 37,2                               | 37,2                               |
| Медіана (років)                    | Медіана (років)                    | 35,837,2                           | 36,5                               | 36,5                               |
| — чоловіки — жінки                 |                                    |                                    |                                    |                                    |

| Походження мешканців:     | Походження мешканців:     | Походження мешканців: | Походження мешканців: | Походження мешканців: |
| ------------------------- | ------------------------- | --------------------- | --------------------- | --------------------- |
| Походження                |                           |                       | осіб                  | %                     |
| Корінні американці        | Корінні американці        |                       | 505                   | 14.14%                |
| Інше північноамериканське | Інше північноамериканське |                       | 955                   | 26.74%                |
| Європейське               | Європейське               |                       | 2 545                 | 71.27%                |
| британське                | британське                |                       | 1 835                 | 51.39%                |
| французьке                | французьке                |                       | 655                   | 18.34%                |
| українське                | українське                |                       | 185                   | 5.18%                 |
| Карибське                 | Карибське                 |                       | 10                    | 0.28%                 |
| Африканське               | Африканське               |                       | 45                    | 1.26%                 |
| Азійське                  | Азійське                  |                       | 165                   | 4.62%                 |

| Зайнятість населення за галузями (за класифікацією NOC): | Зайнятість населення за галузями (за класифікацією NOC): | Зайнятість населення за галузями (за класифікацією NOC): | Зайнятість населення за галузями (за класифікацією NOC): | Зайнятість населення за галузями (за класифікацією NOC): |
| -------------------------------------------------------- | -------------------------------------------------------- | -------------------------------------------------------- | -------------------------------------------------------- | -------------------------------------------------------- |
|                                                          |                                                          |                                                          |                                                          |                                                          |
| Управління                                               | Управління                                               |                                                          | 8,2%                                                     | 8,2%                                                     |
| Бізнес, фінанси та адміністрування                       | Бізнес, фінанси та адміністрування                       |                                                          | 10,4%                                                    | 10,4%                                                    |
| Природничі та прикладні науки                            | Природничі та прикладні науки                            |                                                          | 2,2%                                                     | 2,2%                                                     |
| Охорона здоров'я                                         | Охорона здоров'я                                         |                                                          | 4,6%                                                     | 4,6%                                                     |
| Освіта, правозахист, муніципальні та урядові служби      | Освіта, правозахист, муніципальні та урядові служби      |                                                          | 16,6%                                                    | 16,6%                                                    |
| Мистецтво, культура, відпочинок та спорт                 | Мистецтво, культура, відпочинок та спорт                 |                                                          | 2,5%                                                     | 2,5%                                                     |
| Роздрібна торгівля та послуги                            | Роздрібна торгівля та послуги                            |                                                          | 18,5%                                                    | 18,5%                                                    |
| Гуртова торгівля, транспорт та обладнання                | Гуртова торгівля, транспорт та обладнання                |                                                          | 22,3%                                                    | 22,3%                                                    |
| Природні ресурси, сільське господарство                  | Природні ресурси, сільське господарство                  |                                                          | 5,7%                                                     | 5,7%                                                     |
| Виробництво                                              | Виробництво                                              |                                                          | 8,4%                                                     | 8,4%                                                     |

## Клімат
Середня річна температура становить 2,7°C, середня максимальна – 18°C, а середня мінімальна – -14,1°C. Середня річна кількість опадів – 530 мм.
| Клімат поселення                              | Клімат поселення | Клімат поселення | Клімат поселення | Клімат поселення | Клімат поселення | Клімат поселення | Клімат поселення | Клімат поселення | Клімат поселення | Клімат поселення | Клімат поселення | Клімат поселення | Клімат поселення |
| Показник                                      | Січ.             | Лют.             | Бер.             | Квіт.            | Трав.            | Черв.            | Лип.             | Серп.            | Вер.             | Жовт.            | Лист.            | Груд.            |                  |
| Середній максимум, °C                         | −1,46            | 0,32             | 3,82             | 8,96             | 13,66            | 17,52            | 18,04            | 17,62            | 13,12            | 8,17             | 0,84             | −2,7             |                  |
| Середня температура, °C                       | −7,78            | −5,98            | −2,48            | 2,67             | 7,39             | 11,22            | 13,38            | 12,98            | 8,48             | 3,51             | −3,83            | −7,35            |                  |
| Середній мінімум, °C                          | −14,07           | −12,28           | −8,77            | −3,64            | 1,06             | 4,90             | 8,74             | 8,32             | 3,83             | −1,14            | −8,48            | −12              |                  |
| Норма опадів, мм                              | 31               | 26               | 28               | 24               | 50               | 68               | 84               | 69               | 55               | 34               | 32               | 29               |                  |
| Середньомісячна швидкість вітру, м/с          | 1.96             | 2.03             | 2.30             | 2.50             | 2.56             | 2.44             | 2.30             | 2.20             | 2.29             | 2.33             | 2.19             | 2.00             |                  |
| Середньомісячна сонячна радіація, кДж/м²·день | 3126             | 6460             | 11747            | 16354            | 19516            | 21208            | 21391            | 17964            | 12051            | 6834             | 3398             | 2320             |                  |
| --------------------------------------------- | ---------------- | ---------------- | ---------------- | ---------------- | ---------------- | ---------------- | ---------------- | ---------------- | ---------------- | ---------------- | ---------------- | ---------------- | ---------------- |
| Джерело:                                      |                  |                  |                  |                  |                  |                  |                  |                  |                  |                  |                  |                  |                  |